# فودی
فودی (به فرانسوی: Fouday) یک کمون در فرانسه با جمعیت ۳۴۳ نفر است که در Canton of Schirmeck واقع شده‌است.